# Gare de Hefei
La gare de Hefei est une gare ferroviaire chinoise situé à Hefei. Elle a ouvert en 1934.